# أكسل دريهر
أكسل دريهر (ولد في 17 سبتمبر 1972) هو اقتصادي ألماني. 
حصل على درجة الماجستير من جامعة مانهايم عام 1999، والدكتوراه عام 2003. وهو من بين أفضل 500 اقتصادي في العالم وفقًا لبحث IDEAS/RePEc.  وفقًا لموقع research.com، يعتبر دريهر أفضل عالم سياسي في ألمانيا، ويحتل المرتبة الثانية في الاقتصاد والمالية هناك.   صنفته ScholarGPS ضمن أفضل 300 اقتصادي وضمن أبرز 10000 عالم في جميع المجالات في جميع أنحاء العالم. 
عمل في مجالات مختلفة بصفته أستاذ للاقتصاد في جامعة جوتنجن وأستاذًا مساعدًا في جامعات مانهايم وإكستر وكونستانس والمعهد الفيدرالي السويسري للتكنولوجيا في زيورخ، منها:
- الاختيار العام - تحليل المنظمات الدولية، وخاصة صندوق النقد الدولي والبنك الدولي
- التنمية الاقتصادية، وخاصة المساعدات الخارجية
- الاقتصاد العام، وخاصة الفساد والاقتصاد الموازي

دريهر أستاذ للسياسة الدولية والتنموية في جامعة روبريخت كارل في هايدلبرغ.  طوّر مؤشر KOF للعولمة في المعهد الفيدرالي السويسري للتكنولوجيا في زيورخ، وهو جزء من الفريق الذي يقدم مجموعة بيانات التنمية الرسمية الجغرافية (GODAD)  وهو رئيس تحرير مجلة مراجعة المنظمات الدولية. وهو المدير المشارك لمركز الدراسات الأوروبية (CefES)، وعضو هيئة التدريس في AidData، وزميل CEPR، وCESifo، وKOF، وشبكة التنمية الأوروبية، فضلاً عن كونه عضوًا في الأكاديمية الوطنية الألمانية للعلوم ليوبولدينا. وهو أكاديمي من الجيل الأول.

## روابط خارجية
- جوجل سكولار
- أفكار/RePEc
- ريسيرش.كوم
- سكولار جي بي إس